# جوانة
جَوَّانَة أو خَوْلي (الاسم العلمي: Rostratula)، جنس طير من فصيلة الجوانيات. يحتوي على نوعين موجودين موزعة عبر أفريقيا وآسيا وأستراليا.

## الأنواع
- بكاشينة مزوقة (Rostratula benghalensis) يوجد في أهوار أفريقيا، الهند وجنوب شرق آسيا.
- جوانة أسترالية (Rostratula australis) هو من الأنواع النادرة والمرتحلة والمتوارية الموجودة فقط في أستراليا (Lane & Rogers 2000)
- †Rostratula minator هو نوع منقرض، موصوف من العصر البليوسينيفي رواسب جنوب أفريقيا.[5]